# Wapen van bisdom Breda

Het wapen van het bisdom

Het wapen van het bisdom Breda werd op 8 juni 1993 door de Hoge Raad van Adel aan het bisdom Breda toegekend. Het wapen is gebaseerd op het wapen van de gemeente Breda.

## Blazoenering
De blazoenering van het wapen luidt als volgt:
In keel een lelie, vergezeld van drie schuinkruisjes, alles van zilver. Het schild gedekt met een gouden, met edelstenen bezette mijter, waarvan ter weerszijde van het schild twee gouden, van keel gevoerde linten met gouden franje afhangen, de uiteinden beladen met een breedarmig kruisje van keel; achter het schild schuingekruist, een gouden kromstaf, de krul naar buiten gericht, en een gouden, met edelstenen bezet kruis met lelievormige uiteinden.
Het wapen het is rood met daarop drie zilveren Andreaskruisen, tussen de drie kruisen staat een zilveren Franse lelie. Gelijk aan de andere wapens van Nederlandse bisdommen is het schild gedekt door een gouden mijter. Achter het schild staan een kromstaf en een kruisstaf, de armen ervan kruizen elkaar achter het schild.

## Vergelijkbare wapens

Het wapen van de gemeente Breda
Het wapen van het bisdom Roermond